# صموئيل ألين (مصرفي)
صموئيل ألين (بالإنجليزية: Samuel Eliot)‏ هو مصرفي أمريكي، ولد في 25 أغسطس 1739 في بوسطن في الولايات المتحدة، وتوفي في 18 يناير 1820.